# メソ気象学
メソ気象学（メソきしょうがく）は、気象学の一分野。メソスケール気象学とも言う。
気象現象をその大きさにより分類したとき、2 - 2,000 km のサイズをメソ(meso)スケールと呼ぶ。このサイズの気象現象を扱うのがメソ気象学である。さらにサイズ別に細かく分類する場合、200 - 2,000 kmをメソα（アルファ）スケール、20 - 200 kmをメソβ（ベータ）スケール、2 - 20 kmをメソγ（ガンマ）スケールと呼ぶ。
天気図で描かれるようなスケールの気象は総観気象学で扱うが、そこで用いられる流体方程式系（支配方程式とも言う）はメソスケールでは適用できない。そのため、別の考え方を用いて現象の理解を進めている。
ひとつひとつの台風、積乱雲や降水セル、ダウンバースト、海陸風といった現象が対象である。特に近年は、雷雨や集中豪雨、豪雪といった激しい気象現象のメカニズムを解明することに重きが置かれている。
メソ気象学の核心は、積乱雲など数時間・数十 - 数百km規模の気象に焦点を置き、その発生・発達・消滅の過程を、雲の生成や降水、対流といった現象を通して明らかにすることにある。